# Schwimmeuropameisterschaften 2010/Ergebnisse Schwimmen Frauen
Dieser Artikel beschäftigt sich mit den Ergebnissen der Schwimmeuropameisterschaften 2010 in Budapest.

## Schwimmen Frauen

### Freistil

#### 50 m Freistil
Finale am 15. August
| Platz | Land                   | Athlet                  | Zeit  |
| ----- | ---------------------- | ----------------------- | ----- |
| 1     | Schweden               | Therese Alshammar       | 24,45 |
| 2     | Niederlande            | Hinkelien Schreuder     | 24,66 |
| 3     | Vereinigtes Königreich | Francesca Halsall       | 24,67 |
| 4     | Deutschland            | Dorothea Brandt         | 24,71 |
| 5     | Belarus                | Aljaxandra Herassimenja | 24,82 |
| 6     | Dänemark               | Jeanette Ottesen        | 24,96 |
| 7     | Estland                | Triin Aljand            | 25,38 |
| 8     | Ukraine                | Oxana Serikowa          | 25,44 |

- Daniela Schreiber belegte in 25,86 s Platz 19 in den Vorläufen.
- Fabienne Nadarajah belegte in 26,16 s Platz 25 in den Vorläufen.
- Verena Klocker belegte in 26,87 s Platz 44 in den Vorläufen.
- Ivana Gabrilo belegte in 27,04 s Platz 45 in den Vorläufen.

Rekordhalterin (WR Welt-, ER Europa-, CR Meisterschafts-Rekord)
- WR 23,73 s  Britta Steffen in  Rom 2. August 2009
- CR 24,09 s  Marleen Veldhuis in  Eindhoven 24. März 2008

#### 100 m Freistil
Finale am 11. August
| Platz | Land                   | Athlet                  | Zeit  |
| ----- | ---------------------- | ----------------------- | ----- |
| 1     | Vereinigtes Königreich | Francesca Halsall       | 53,58 |
| 2     | Belarus                | Aljaxandra Herassimenja | 53,82 |
| 3     | Niederlande            | Femke Heemskerk         | 54,12 |
| 4     | Schweden               | Sarah Sjöström          | 54,16 |
| 5     | Ungarn                 | Evelyn Verrasztó        | 54,33 |
| 6     | Schweden               | Josefin Lillhage        | 54,84 |
| 7     | Deutschland            | Daniela Schreiber       | 55,11 |
| 8     | Polen                  | Katarzyna Wilk          | 55,15 |

- Daniela Samulski belegte in 55,09 s Platz 11 in den Vorläufen.
- Birgit Koschischek belegte in 55,97 s Platz 19 in den Vorläufen.
- Verena Klocker belegte in 57,72 s Platz 44 in den Vorläufen.

Rekordhalterin
- WR 52,07 s  Britta Steffen in  Rom 31. Juli 2009
- CR 53,30 s  Britta Steffen in  Budapest 2. August 2006

#### 200 m Freistil
Finale am 14. August
| Platz | Land        | Athlet                 | Zeit         |
| ----- | ----------- | ---------------------- | ------------ |
| 1     | Italien     | Federica Pellegrini    | 1:55,45 (CR) |
| 2     | Deutschland | Silke Lippok           | 1:56,98      |
| 3     | Ungarn      | Ágnes Mutina           | 1:57,12      |
| 4     | Frankreich  | Camille Muffat         | 1:57,58      |
| 5     | Ungarn      | Evelyn Verrasztó       | 1:57,90      |
| 6     | Spanien     | Patricia Castro Ortega | 1:58,29      |
| 7     | Niederlande | Femke Heemskerk        | 1:58,46      |
| 8     | Frankreich  | Coralie Balmy          | 1:58,78      |

Rekordhalterin
- WR 1:52,98  Federica Pellegrini in  Rom 29. Juli 2009
- CR 1:55,45  Federica Pellegrini in  Budapest 13. August 2010

#### 400 m Freistil
Finale am 15. August
| Platz | Land                   | Athlet                   | Zeit    |
| ----- | ---------------------- | ------------------------ | ------- |
| 1     | Vereinigtes Königreich | Rebecca Adlington        | 4:04,55 |
| 2     | Frankreich             | Ophélie-Cyrielle Étienne | 4:05,40 |
| 3     | Dänemark               | Lotte Friis              | 4:07,10 |
| 4     | Rumänien               | Camelia Potec            | 4:07,81 |
| 5     | Vereinigtes Königreich | Joanne Jackson           | 4:09,14 |
| 6     | Frankreich             | Coralie Balmy            | 4:09,72 |
| 7     | Spanien                | Erika Villaécija         | 4:09,73 |
| 8     | Spanien                | Patricia Castro Ortega   | 4:10,11 |

Rekordhalterin
- WR 3:59,15  Federica Pellegrini in  Rom 26. Juli 2009
- CR 4:01,53  Federica Pellegrini in  Eindhoven 24. März 2008

#### 800 m Freistil
Finale am 12. August
| Platz | Land                   | Athlet                   | Zeit    |
| ----- | ---------------------- | ------------------------ | ------- |
| 1     | Dänemark               | Lotte Friis              | 8:23,27 |
| 2     | Frankreich             | Ophélie-Cyrielle Étienne | 8:24,00 |
| 3     | Italien                | Federica Pellegrini      | 8:24,99 |
| 4     | Irland                 | Gráinne Murphy           | 8:25,04 |
| 5     | Rumänien               | Camelia Potec            | 8:26,81 |
| 6     | Spanien                | Erika Villaécija         | 8:27,07 |
| 7     | Vereinigtes Königreich | Rebecca Adlington        | 8:27,48 |
| 8     | Spanien                | Eider Santamaria Marin   | 8:42,62 |

Rekordhalterin
- WR 8:14,10  Rebecca Adlington in  Peking 16. August 2008
- CR 8:19,29  Laure Manaudou in  Budapest 2. August 2006

#### 1500 m Freistil
Finale am 14. August
| Platz | Land         | Athlet            | Zeit     |
| ----- | ------------ | ----------------- | -------- |
| 1     | Dänemark     | Lotte Friis       | 15:59,13 |
| 2     | Irland       | Gráinne Murphy    | 16:02,29 |
| 3     | Spanien      | Erika Villaécija  | 16:05,08 |
| 4     | Rumänien     | Camelia Potec     | 16:17,67 |
| 5     | Griechenland | Marianna Lymberta | 16:20,19 |
| 6     | Österreich   | Nina Dittrich     | 16:23,63 |
| 7     | Slowenien    | Tjaša Oder        | 16:23,70 |
| 8     | Deutschland  | Isabelle Härle    | 16:24,45 |

Rekordhalterin
- WR 15:42,54  Kate Ziegler in  Mission Viejo 17. Juni 2007
- ER 15:44,93  Alessia Filippi in  Rom 28. Juli 2009
- CR 15:58,54  Flavia Rigamonti in  Eindhoven 23. März 2008

### Schmetterling

#### 50 m Schmetterling
Finale am 10. August
| Platz | Land        | Athlet              | Zeit  |
| ----- | ----------- | ------------------- | ----- |
| 1     | Schweden    | Therese Alshammar   | 25,63 |
| 2     | Dänemark    | Jeanette Ottesen    | 25,69 |
| 3     | Frankreich  | Mélanie Henique     | 26,09 |
| 4     | Schweden    | Sarah Sjöström      | 26,14 |
| 5     | Estland     | Triin Aljand        | 26,25 |
| 6     | Niederlande | Hinkelien Schreuder | 26,27 |
| 7     | Norwegen    | Ingvild Snildal     | 26,36 |
| 8     | Israel      | Amit Ivry           | 26,53 |

- Fabienne Nadarajah belegte in 26,84 s Platz 10 im Halbfinale.

Rekordhalterin
- WR 25,07  Therese Alshammar in  Rom 31. Juli 2009
- CR 25,50  Therese Alshammar in  Budapest 9. August 2010

#### 100 m Schmetterling
Finale am 13. August
| Platz | Land                   | Athlet                | Zeit  |
| ----- | ---------------------- | --------------------- | ----- |
| 1     | Schweden               | Sarah Sjöström        | 57,32 |
| 2     | Vereinigtes Königreich | Francesca Halsall     | 57,40 |
| 3     | Schweden               | Therese Alshammar     | 57,80 |
| 4     | Dänemark               | Jeanette Ottesen      | 58,21 |
| 5     | Israel                 | Amit Ivry             | 58,73 |
| 6     | Frankreich             | Aurore Mongel         | 58,79 |
|       | Ungarn                 | Eszter Dara           | 58,79 |
| 8     | Portugal               | Sara Freitas Oliveira | 59,04 |

Rekordhalterin
- WR 56,06  Sarah Sjöström in  Rom 27. Juli 2009
- CR 57,20  Martina Moravcova in  Berlin 2. August 2002

#### 200 m Schmetterling
Finale am 15. August
| Platz | Land                   | Athlet              | Zeit    |
| ----- | ---------------------- | ------------------- | ------- |
| 1     | Ungarn                 | Katinka Hosszú      | 2:06,71 |
| 2     | Ungarn                 | Zsuzsanna Jakabos   | 2:07,06 |
| 3     | Vereinigtes Königreich | Ellen Gandy         | 2:07,54 |
| 4     | Spanien                | Mireia Belmonte     | 2:08,30 |
| 5     | Frankreich             | Aurore Mongel       | 2:08,87 |
| 6     | Deutschland            | Franziska Hentke    | 2:09,01 |
| 7     | Italien                | Caterina Giacchetti | 2:09,28 |
| 8     | Slowenien              | Anja Klinar         | 2:09,44 |

Rekordhalterin
- WR 2:01,81  Liu Zige in  Ji Nan 21. Oktober 2009
- ER 2:04,27  Katinka Hosszú in  Rom 29. Juli 2009
- CR 2:05,78  Otylia Jedrzejczak in  Berlin 4. August 2002

### Rücken

#### 50 m Rücken
Finale am 14. August
| Platz | Land         | Athlet                  | Zeit       |
| ----- | ------------ | ----------------------- | ---------- |
| 1     | Belarus      | Aljaxandra Herassimenja | 27,64 (CR) |
| 2     | Deutschland  | Daniela Samulski        | 27,99      |
| 3     | Spanien      | Mercedes Peris          | 28,01      |
| 4     | Niederlande  | Hinkelien Schreuder     | 28,36      |
| 5     | Griechenland | Theodora Drakou         | 28,61      |
| 6     | Norwegen     | Ingvild Snildal         | 28,69      |
| 7     | Ukraine      | Alina Waz               | 28,73      |
| 8     | Italien      | Elena Gemo              | 28,81      |

- Fabienne Nadarajah belegte in 29,14 s Platz 10 im Halbfinale.
- Ivana Gabrilo belegte in 29,69 s Platz 18 in den Vorläufen.

Rekordhalterin
- WR 27,06  Jing Zhao in  Rom 30. Juli 2009
- ER 27,23  Daniela Samulski in  Rom 30. Juli 2009
- CR 27,98  Aljaxandra Herassimenja in  Budapest 13. August 2010

#### 100 m Rücken
Finale am 12. August
| Platz | Land                   | Athlet                | Zeit    |
| ----- | ---------------------- | --------------------- | ------- |
| 1     | Vereinigtes Königreich | Gemma Spofforth       | 59,80   |
| 2     | Vereinigtes Königreich | Elizabeth Simmonds    | 1:00,19 |
| 3     | Deutschland            | Jenny Mensing         | 1:00,72 |
| 4     | Spanien                | Mercedes Peris        | 1:01,06 |
| 5     | Deutschland            | Daniela Samulski      | 1:01,11 |
| 6     | Norwegen               | Ingvild Snildal       | 1:01,61 |
| 7     | Spanien                | Duane Da Rocha        | 1:01,73 |
| 8     | Niederlande            | Sharon van Rouwendaal | 1:01,79 |

Rekordhalterin
- WR 58,12  Gemma Spofforth in  Rom 28. Juli 2009
- CR 59,41  Anastassija Sujewa in  Eindhoven 21. März 2008

#### 200 m Rücken
Finale am 10. August
| Platz | Land                   | Athlet                | Zeit    |
| ----- | ---------------------- | --------------------- | ------- |
| 1     | Vereinigtes Königreich | Elizabeth Simmonds    | 2:07,04 |
| 2     | Vereinigtes Königreich | Gemma Spofforth       | 2:08,25 |
| 3     | Spanien                | Duane Da Rocha        | 2:10,46 |
| 4     | Deutschland            | Jenny Mensing         | 2:11,50 |
| 5     | Niederlande            | Sharon van Rouwendaal | 2:11,56 |
| 6     | Polen                  | Alicja Tchórz         | 2:11,67 |
| 7     | Tschechien             | Simona Baumrtová      | 2:12,42 |
| 8     | Frankreich             | Alexandra Putra       | 2:14,01 |

Rekordhalterin
- WR 2:04,81  Kirsty Coventry in  Rom 1. August 2009
- ER 2:04,94  Anastassija Sujewa in  Rom 1. August 2009
- CR 2:06,62  Krisztina Egerszegi in  Athen 22. August 1991

### Brust

#### 50 m Brust
Finale am 15. August
| Platz | Land                   | Athlet              | Zeit       |
| ----- | ---------------------- | ------------------- | ---------- |
| 1     | Russland               | Julija Jefimowa     | 30,29 (CR) |
| 2     | Vereinigtes Königreich | Kate Haywood        | 31,12      |
| 3     | Schweden               | Jennie Johansson    | 31,24      |
| 4     | Niederlande            | Moniek Nijhuis      | 31,41      |
| 5     | Belgien                | Kim Janssens        | 31,74      |
| 6     | Deutschland            | Caroline Ruhnau     | 31,84      |
| 7     | Russland               | Walentina Artemjewa | 31,93      |
| 8     | Schweden               | Rebecca Ejdervik    | 32,18      |

- Stephanie Spahn belegte in 32,11 s Platz 15 im Halbfinale.

Rekordhalterin
- WR 29,80  Jessica A Hardy in  Federal Way 7. August 2009
- ER 30,09  Julija Jefimowa in  Rom 2. August 2009
- CR 30,29  Julija Jefimowa in  Budapest 15. August 2010

#### 100 m Brust
Finale am 11. August
| Platz | Land        | Athletin              | Zeit    |
| ----- | ----------- | --------------------- | ------- |
| 1     | Russland    | Julija Jefimowa       | 1:06,32 |
| 2     | Dänemark    | Rikke Møller Pedersen | 1:07,36 |
|       | Schweden    | Jennie Johansson      | 1:07,36 |
| 4     | Schweden    | Joline Höstman        | 1:07,98 |
| 5     | Deutschland | Sarah Poewe           | 1:08,60 |
| 6     | Deutschland | Caroline Ruhnau       | 1:08,68 |
| 7     | Italien     | Michela Guzzetti      | 1:08,70 |
| 8     | Russland    | Anastassija Tschaun   | 1:09,19 |

Rekordhalterin
- WR 1:04,45  Jessica A Hardy in  Federal Way 7. August 2009
- ER 1:05,41  Julija Jefimowa in  Rom 28. Juli 2009
- CR 1:06,32  Julija Jefimowa in  Budapest 15. August 2010

#### 200 m Brust
Finale am 13. August
| Platz | Land                   | Athletin              | Zeit         |
| ----- | ---------------------- | --------------------- | ------------ |
| 1     | Russland               | Anastassija Tschaun   | 2:23,50 (CR) |
| 2     | Norwegen               | Sara Nordenstam       | 2:24,42      |
| 3     | Dänemark               | Rikke Møller Pedersen | 2:24,99      |
| 4     | Schweden               | Joline Höstman        | 2:26,00      |
| 5     | Slowenien              | Tanja Šmid            | 2:27,73      |
| 6     | Italien                | Chiara Boggiatto      | 2:28,61      |
| 7     | Vereinigtes Königreich | Stacey Tadd           | 2:28,64      |
| 8     | Serbien                | Nađa Higl             | 2:29,60      |

### Lagen

#### 200 m Lagen
Finale am 12. August
| Platz | Land                   | Athlet                 | Zeit         |
| ----- | ---------------------- | ---------------------- | ------------ |
| 1     | Ungarn                 | Katinka Hosszú         | 2:10,09 (CR) |
| 2     | Ungarn                 | Evelyn Verrasztó       | 2:10,10      |
| 3     | Vereinigtes Königreich | Hannah Miley           | 2:10,89      |
| 4     | Frankreich             | Camille Muffat         | 2:12,04      |
| 5     | Spanien                | Mireia Belmonte Garcia | 2:12,21      |
| 6     | Frankreich             | Lara Grangeon          | 2:14,25      |
| 7     | Italien                | Francesca Segat        | 2:15,08      |
| 8     | Dänemark               | Louise Jansen          | 2:17,37      |

#### 400 m Lagen
Finale am 9. August
| Platz | Land                   | Athlet            | Zeit         |
| ----- | ---------------------- | ----------------- | ------------ |
| 1     | Vereinigtes Königreich | Hannah Miley      | 4:33,09 (CR) |
| 2     | Ungarn                 | Katinka Hosszú    | 4:36,43      |
| 3     | Ungarn                 | Zsuzsanna Jakabos | 4:37,92      |
| 4     | Slowenien              | Anja Klinar       | 4:38,13      |
| 5     | Russland               | Jana Martynowa    | 4:42,50      |
| 6     | Norwegen               | Sara Nordenstam   | 4:43,00      |
| 7     | Irland                 | Gráinne Murphy    | 4:43,45      |
| 8     | Tschechien             | Barbora Závadová  | 4:45,24      |

- Jördis Steinegger belegte in 4:45,92 min Platz 9.
- Lisa Zaiser belegte in 5:05,64 min Platz 20.

### Staffel

#### Staffel 4 × 100 m Freistil
Finale am 9. August
| Platz | Land                   | Athleten                                                                           | Zeit    |
| ----- | ---------------------- | ---------------------------------------------------------------------------------- | ------- |
| 1     | Deutschland            | - Daniela Samulski - Silke Lippok - Lisa Vitting - Daniela Schreiber               | 3:37,72 |
| 2     | Vereinigtes Königreich | - Amy Smith - Francesca Halsall - Jessica Sylvester - Joanne Jackson               | 3:38,57 |
| 3     | Schweden               | - Josefin Lillhage - Therese Alshammar - Sarah Sjöström - Gabriella Fagundez       | 3:38,81 |
| 4     | Ungarn                 | - Evelyn Verrasztó - Agnes Mutina - Eszter Dara - Katinka Hosszú                   | 3:38.98 |
| 5     | Russland               | - Weronika Popowa - Margarita Nesterowa - Swetlana Fedulowa - Darja Beljakina      | 3:39.06 |
| 6     | Niederlande            | - Saskia de Jonge - Ilse Kraayeveld - Elise Bouwens - Femke Heemskerk              | 3:39.47 |
| 7     | Frankreich             | - Camille Muffat - Aurore Mongel - Ophélie-Cyrielle Étienne - Coralie Balmy        | 3:40.17 |
| 8     | Belarus                | - Aleksandra Kowalewa - Swjatlana Chachlowa - Jana Parachouskaja - Julija Chitraja | 3:48.90 |

#### Staffel 4 × 200 m Freistil
Finale am 12. August
| Platz | Land                   | Athleten                                                                      | Zeit    |
| ----- | ---------------------- | ----------------------------------------------------------------------------- | ------- |
| 1     | Ungarn                 | - Ágnes Mutina - Eszter Dara - Katinka Hosszú - Evelyn Verrasztó              | 7:52,49 |
| 2     | Frankreich             | - Coralie Balmy - Ophélie-Cyrielle Étienne - Margaux Farrell - Camille Muffat | 7:52,69 |
| 3     | Vereinigtes Königreich | - Rebecca Adlington - Jazmin Carlin - Hannah Miley - Joanne Jackson           | 7:55,29 |
| 4     | Deutschland            | - Silke Lippok - Franziska Jansen - Nina Schiffer - Daniela Schreiber         | 7:58,13 |
| 5     | Russland               | - Weronika Popowa - Darja Beljakina - Wiktorija Maljutina - Jelena Sokolowa   | 7:59,11 |
| 6     | Schweden               | - Gabriella Fagundez - Sarah Sjöström - Petra Granlund - Josefin Lillhage     | 8:00,15 |
| 7     | Slowenien              | - Sara Isakovič - Anja Klinar - Nina Cesar - Urša Bežan                       | 8:06,13 |
| 8     | Österreich             | - Jördis Steinegger - Verena Klocker - Birgit Koschischek - Nina Dittrich     | 8:10,76 |

#### Staffel 4 × 100 m Lagen
Finale am 15. August
| Platz | Land                   | Athleten                                                                             | Zeit            |
| ----- | ---------------------- | ------------------------------------------------------------------------------------ | --------------- |
| 1     | Vereinigtes Königreich | - Gemma Spofforth - Kate Haywood - Francesca Halsall - Amy Smith                     | 3:59,72         |
| 2     | Schweden               | - Henriette Stenkvist - Joline Höstman - Therese Alshammar - Sarah Sjöström          | 4:01,18         |
| 3     | Deutschland            | - Jenny Mensing - Caroline Ruhnau - Daniela Samulski - Silke Lippok                  | 4:03,22         |
| 4     | Dänemark               | - Pernille Jessing Larsen - Rikke Møller Pedersen - Jeanette Ottesen - Louise Jansen | 4:04,81         |
| 5     | Italien                | - Elena Gemo - Chiara Boggiatto - Francesca Segat - Chiara Masini Luccetti           | 4:05,53         |
| 6     | Frankreich             | - Alexandra Putra - Sophie de Ronchi - Aurore Mongel - Camille Muffat                | 4:06,76         |
| 7     | Belgien                | - Jasmijn Verhaegen - Elise Matthysen - BUYS Kimberly Buys - Annelies De Maré        | 4:09,33         |
| –     | Russland               | - Marija Gromowa - Julija Jefimowa - Irina Bespalowa - Margarita Nesterowa           | Disqualifiziert |

### Langdistanz

#### 5 Kilometer Jagdrennen
Finale am 4. August, 16:00 Uhr
| Platz | Land         | Athlet                   | Zeit      |
| ----- | ------------ | ------------------------ | --------- |
| 1     | Russland     | Jekaterina Seliwjorstowa | 1:02:34,7 |
| 2     | Griechenland | Kalliopi Araouzou        | 1:02:37,3 |
| 3     | Griechenland | Marianna Lymberta        | 1:02:41,3 |
| 4     | Tschechien   | Jana Pechanová           | 1:02:55,4 |
| 5     | Deutschland  | Nadine Reichert          | 1:03:12,1 |
| 6     | Italien      | Alice Franco             | 1:03:20,8 |
| 7     | Spanien      | Yurema Requena           | 1:03:58,4 |
| 8     | Russland     | Anna Gussewa             | 1:04:10,7 |

- Die deutsche Schwimmerin Nadine Reichert schwamm wegen ihrer Sehschwäche 50 m in die falsche Richtung.[22]
- Iris Matthey belegte in 1:07:25,2 h Platz 16.

#### 10 Kilometer Massenstart
Finale am 5. August, 16:00 Uhr
| Platz | Land        | Athlet            | Zeit      |
| ----- | ----------- | ----------------- | --------- |
| 1     | Niederlande | Linsy Heister     | 2:01:06,7 |
| 2     | Italien     | Giorgia Consiglio | 2:01:07,6 |
| 3     | Deutschland | Angela Maurer     | 2:01:08,2 |
| 4     | Frankreich  | Aurélie Muller    | 2:01:09,3 |
| 5     | Tschechien  | Jana Pechanová    | 2:01:10,2 |
| 6     | Ukraine     | Olha Beresnjewa   | 2:01:10,3 |
| 7     | Ungarn      | Éva Risztov       | 2:01:16,2 |
| 8     | Italien     | Alice Franco      | 2:01:25,3 |

- Nadine Reichert belegte in 2:01:32,4 h Platz 10.

#### 25 Kilometer Massenstart
Finale am 8. August, 10:00 Uhr
| Platz | Land        | Athlet              | Zeit      |
| ----- | ----------- | ------------------- | --------- |
| 1     | Ukraine     | Olha Beresnjewa     | 5:48:10.2 |
| 2     | Deutschland | Angela Maurer       | 5:48:10,3 |
| 3     | Italien     | Martina Grimaldi    | 5:48:30,8 |
| 4     | Spanien     | Margarita Domínguez | 5:48:30,8 |
| 5     | Niederlande | Linsy Heister       | 5:48:58,0 |
| 6     | Frankreich  | Célia Barrot        | 5:49:55,5 |
| 7     | Russland    | Anna Uwarowa        | 5:49:57,4 |
| 8     | Kroatien    | Karla Šitić         | 5:50:39,3 |